# Portable pilot unit
Een Portable Pilot Unit of kortweg een PPU is een toestel dat de loods helpt om schepen veilig in en uit de haven te loodsen door cruciale informatie als voorligging en positie weer te geven op een elektronische kaart.

## Componenten
Het systeem omvat een laptop met aangepaste software, een AIS-ontvanger en/of een DGPS ontvanger die in de meeste gevallen draagbaar zijn.
Laptop met softwareDe Laptop is voorzien van mobiel internet waardoor er constant gegevens kunnen worden doorgestuurd van aan wal. De software op de laptop maakt gebruik van ENC kaarten. Als men de juiste positie van de DGPS-ontvanger of gps-antenne van aan boord en dimensies van het schip invoert krijgt men op de elektronische kaart de positie van het schip weergegeven. De software simuleert ook hoe het schip zich zal bewegen bij een bepaald manoeuvre en waar een aanvaring zal plaatsvinden indien het schip zich op een aanvaringskoers bevindt.
AIS-ontvangerDe AIS-ontvanger wordt aangesloten op een pilot plug die zich aan boord bevindt, langs de plug wordt informatie doorgegeven omtrent de snelheid, voorligging en diepgang van het schip aan de AIS-ontvanger. Deze informatie (snelheid, voorligging en diepgang) is afkomstig van de navigatie-instrumenten aan boord. Daarna wordt de informatie die de AIS-ontvanger ontvangen heeft via wifi naar de computer doorgestuurd.
Dgps-ontvangerEr kan ook nog gebruikgemaakt worden van een externe DGPS-ontvanger zodat men niet afhankelijk is van de gps-antenne aan boord.

## Schelde navigatie marginale schepen
Voor schepen groter dan 225 m of met een diepgang meer dan 12,5 m wordt op de schelde SNMS (Schelde navigatie, marginale schepen) gebruikt. Dit is een PPU maar men sluit hier 2 RTK/gps-ontvangers op aan die van stroom worden voorzien door een batterij. Zo kan de snelheid en voorligging en diepgang bepaald worden zonder af te hangen van de nauwkeurigheid van de instrumenten aan boord. Het signaal wordt door de wal nog eens verbeterd en is bijgevolg tot op 2 cm nauwkeurig.